# 234
234 (CCXXXIV) je bilo navadno leto, ki se je po julijanskem koledarju začelo na sredo.

## Dogodki
- 1. januar

## Smrti
- 21. april - Šjan, zadnji cesar dinastije Han (* 181)